# La Nevera Roja
La Nevera Roja és una empresa d'internet espanyola fundada l'any 2011 a Madrid de la mà de Iñigo Juantegui i José del Barrio. La Nevera Roja està present en més de 600 localitats espanyoles i té més de 7.000 restaurants entre els quals es poden diferenciar fins a 30 varietats de cuines i menjars diferents de tots els continents, amb la possibilitat de realitzar l'entrega a domicili o recollir la comanda al mateix restaurant.
La plataforma actua com a intermediari entre els consumidors de menjar a domicili, que poden fer les comandes en línia o a través de l'APP dels restaurants de la seva localitat. Els usuaris poden escollir el mètode de pagament en línia o en efectiu entre tots els restaurants de La Nevera Roja.

## Integració al Global Online Takeaway Group
La Nevera Roja va ser adquirida el febrer de 2015 pel hòlding Rocket Internet Group, i va passar a formar part del grup Global Online Takeaway Group, un conglomerat internacional del sector del menjar a domicili. Està present en més de 64 països sota diferents marques com són Foodpanda a Àsia, Hellofood a Sud-americà i Itàlia, o La Nevera Roja al territori espanyol. En total integren més de 40.000 restaurants i han realitzat uns 70 milions de comandes en acabar l'any comptable de 2014.
Gràcies a formar part del Global Online Takeaway Group La Nevera Roja s'ha vist dotada de nous recursos per ampliar la cobertura i servei dins del territori espanyol, tant pels seus restaurants associats com per als consumidors. Després de l'adquisició, Iñigo Amoribieta va ser el nou CEO i els dos cofundadors de l'empresa van abandonar La Nevera Roja per centrar-se en nous projectes.

## Marca
El 2014 La Nevera Roja va realitzar una primera campanya de publicitat a la televisió. Els últims anuncis que ha realitzat, ha comptant amb la col·laboració del humorista Goyo Jimenez com a prescriptor. 

## Reconeixements
Al llarg de la seva trajectòria, La Nevera Roja, ha obtingut diferents reconeixements en l'àmbit nacional. Els més destacats són els següents:
eCommerce Awards España 2015Millor Webshop mobile en 2015.
XI edició dels premis Emprendedores
Millor PYMe del any 2015.
Premis a les 50 Millors Idees DigitalsPremi a la millor aplicació mòbil del 2015.